# AXP 1E 1048-59
Púlsar de raigs X anòmal (AXP) 1E 1048.1-5937 va ser el primer AXP mai observat a emetre un esclat de raigs X com a SGR. És també el magnetar més proper a la Terra.